# Liga Femenina del Voleibol Argentino 2013-14
La Liga Femenina del Voleibol Argentino 2013-14 fue la 18.ª edición de la Liga Femenina de Voleibol Argentino, el máximo torneo de voleibol femenino en Argentina a nivel de clubes.
La liga contó con la participación de 16 clubes que se dividieron en dos zonas de ocho equipos cuyos cuatro mejores equipos clasificaron a una segunda ronda de eliminación directa, en la cual los equipos se eliminaron entre sí hasta llegar a la final.
El campeón fue Boca Juniors, que obtuvo su tercer título al derrotar a Vélez Sarsfield por 3-0 en la final.

## Primera ronda

### Zona 1
| Pos. | Equipo                      | Partidos | Partidos | Partidos | Sets | Sets | Tantos | Tantos | Pts |
| Pos. | Equipo                      | PJ       | PG       | PP       | SG   | SP   | TG     | TP     | Pts |
| ---- | --------------------------- | -------- | -------- | -------- | ---- | ---- | ------ | ------ | --- |
| 1.º  | Vélez Sarsfield             | 7        | 6        | 1        | 20   | 5    | 605    | 461    | 19  |
| 2.º  | Gimnasia y Esgrima La Plata | 7        | 6        | 1        | 18   | 7    | 590    | 479    | 17  |
| 3.º  | Atlético Echagüe Club       | 7        | 5        | 2        | 15   | 11   | 574    | 553    | 13  |
| 4.º  | San Lorenzo                 | 7        | 4        | 3        | 13   | 9    | 501    | 455    | 12  |
| 5.º  | Club Mendoza de Regatas     | 7        | 2        | 5        | 12   | 16   | 579    | 649    | 8   |
| 6.º  | Mar Chiquita Vóley          | 7        | 2        | 5        | 10   | 16   | 541    | 582    | 7   |
| 7.º  | Olimpo                      | 7        | 2        | 5        | 6    | 18   | 432    | 569    | 5   |
| 8.º  | San José                    | 7        | 1        | 6        | 7    | 19   | 528    | 602    | 4   |

|  |                                  |
|  | Clasificados a cuartos de final. |

### Zona 2
| Pos. | Equipo                          | Partidos | Partidos | Partidos | Sets | Sets | Tantos | Tantos | Pts |
| Pos. | Equipo                          | PJ       | PG       | PP       | SG   | SP   | TG     | TP     | Pts |
| ---- | ------------------------------- | -------- | -------- | -------- | ---- | ---- | ------ | ------ | --- |
| 1.º  | Boca Juniors                    | 7        | 7        | 0        | 21   | 4    | 608    | 448    | 20  |
| 2.º  | Estudiantes                     | 7        | 6        | 1        | 19   | 6    | 592    | 484    | 17  |
| 3.º  | Villa Dora                      | 7        | 4        | 3        | 18   | 10   | 638    | 594    | 15  |
| 4.º  | General San Martín              | 7        | 5        | 2        | 16   | 8    | 552    | 459    | 14  |
| 5.º  | Gimnasia y Esgrima Santa Fe     | 7        | 2        | 5        | 6    | 16   | 431    | 517    | 6   |
| 6.º  | Biblioteca Bernardino Rivadavia | 7        | 2        | 5        | 7    | 17   | 425    | 562    | 5   |
| 7.º  | Fundarte                        | 7        | 1        | 6        | 5    | 19   | 457    | 555    | 4   |
| 8.º  | Sociedad Unión Eléctrica        | 7        | 1        | 6        | 6    | 18   | 483    | 567    | 3   |

|  |                                  |
|  | Clasificados a cuartos de final. |

## Segunda ronda
|  | Cuartos de final   | Cuartos de final |              |            | Semifinales  | Semifinales  |  |  | Final        | Final |
|  |                    |                  |              |            |              |              |  |  |              |       |
|  | Buenos Aires       |                  |              |            |              |              |  |  |              |       |
|  |                    |                  |              |            |              |              |  |  |              |       |
|  | Boca Juniors       | 3                |              |            |              |              |  |  |              |       |
|  | Boca Juniors       | 3                | Buenos Aires |            |              |              |  |  |              |       |
|  | Atlético Echagüe   | 0                |              |            |              |              |  |  |              |       |
|  | Atlético Echagüe   | 0                | Boca Juniors | 3          |              |              |  |  |              |       |
|  | Buenos Aires       |                  | Boca Juniors | 3          |              |              |  |  |              |       |
|  |                    | Villa Dora       | 0            |            |              |              |  |  |              |       |
|  | Gimnasia (LP)      | Villa Dora       | 0            | 1          |              |              |  |  |              |       |
|  | Gimnasia (LP)      |                  | Buenos Aires | 1          |              |              |  |  |              |       |
|  | Villa Dora         | 3                |              |            |              |              |  |  |              |       |
|  | Villa Dora         | 3                | Boca Juniors | 3          |              |              |  |  |              |       |
|  | Buenos Aires       |                  | Boca Juniors | 3          |              |              |  |  |              |       |
|  |                    | Vélez Sarsfield  | 0            |            |              |              |  |  |              |       |
|  | Estudiantes        | Vélez Sarsfield  | 0            | 3          |              |              |  |  |              |       |
|  | Estudiantes        | Buenos Aires     |              | 3          |              |              |  |  |              |       |
|  | General San Martín | 0                |              |            |              |              |  |  |              |       |
|  | General San Martín | 0                | Estudiantes  | 1          | Tercer lugar | Tercer lugar |  |  |              |       |
|  | Buenos Aires       |                  | Estudiantes  | 1          |              |              |  |  |              |       |
|  |                    | Vélez Sarsfield  | 3            |            |              |              |  |  |              |       |
|  | Vélez Sarsfield    | Vélez Sarsfield  | 3            | 3          | Estudiantes  | 2            |  |  |              |       |
|  | Vélez Sarsfield    |                  |              | 3          | Estudiantes  | 2            |  |  |              |       |
|  | San Lorenzo        | 1                |              | Villa Dora | 3            |              |  |  |              |       |
|  | San Lorenzo        | 1                |              |            | 3            |              |  |  |              |       |
|  |                    |                  |              |            |              |              |  |  | Buenos Aires |       |
|  |                    |                  |              |            |              |              |  |  |              |       |

### Cuartos de final
| Equipo 1                | Resul | Equipo 2           | Set 1 | Set 2 | Set 3 | Set 4 | Set 5 | Estadio              |
| ----------------------- | ----- | ------------------ | ----- | ----- | ----- | ----- | ----- | -------------------- |
| Gimnasia y Esgrima (LP) | 1-3   | Villa Dora         | 22-25 | 22-25 | 25-19 | 20-25 | -     | Estadio Luis Conde   |
| Boca Juniors            | 3-0   | Atlético Echagüe   | 25-11 | 25-10 | 25-10 | -     | -     | Estadio Luis Conde   |
| Estudiantes             | 3-0   | General San Martín | 25-23 | 25-16 | 25-23 | -     | -     | Estadio Ana Petracca |
| Vélez Sarsfield         | 3-1   | San Lorenzo        | 23-25 | 25-19 | 25-20 | 25-18 | -     | Estadio Ana Petracca |

### Semifinales
| Equipo 1        | Resul | Equipo 2    | Set 1 | Set 2 | Set 3 | Set 4 | Set 5 | Estadio            |
| --------------- | ----- | ----------- | ----- | ----- | ----- | ----- | ----- | ------------------ |
| Boca Juniors    | 3-0   | Villa Dora  | 25-23 | 25-23 | 25-23 | -     | -     | Estadio Luis Conde |
| Vélez Sarsfield | 3-1   | Estudiantes | 24-26 | 25-22 | 25-23 | 25-21 | -     | Estadio Luis Conde |

### Partido por el tercer puesto
| Equipo 1    | Resul | Equipo 2   | Set 1 | Set 2 | Set 3 | Set 4 | Set 5 | Estadio            |
| ----------- | ----- | ---------- | ----- | ----- | ----- | ----- | ----- | ------------------ |
| Estudiantes | 2-3   | Villa Dora | 21-25 | 25-18 | 25-17 | 27-29 | 13-15 | Estadio Luis Conde |

### Final
| Local        | Resul | Visitante       | Set 1 | Set 2 | Set 3 | Set 4 | Set 5 | Estadio            |
| ------------ | ----- | --------------- | ----- | ----- | ----- | ----- | ----- | ------------------ |
| Boca Juniors | 3-0   | Vélez Sarsfield | 25-16 | 25-22 | 25-19 | -     | -     | Estadio Luis Conde |